# Gromada Zrębice
Gromada Zrębice war eine Verwaltungseinheit in der Volksrepublik Polen zwischen 1954 und 1961. Verwaltet wurde die Gromada vom Gromadzka Rada Narodowa, dessen Sitz sich in Zrębice befand und der aus 9 Mitgliedern bestand.

Die Gromada Zrębice gehörte zum Powiat Częstochowski in der Woiwodschaft Katowice (damals Stalinogród) und bestand aus den ehemaligen Gromadas Krasawa, Zrębice I und Zrębice II aus der aufgelösten Gmina Zrębice sowie den Waldflächen 96–109, 128–130, 135–139 und 233 des Forstbezirks Złoty Potok.

Zum 31. Dezember 1961 wurde die Gromada Zrębice aufgelöst und in die Gromada Olsztyn eingegliedert.